# Салява, Анеля

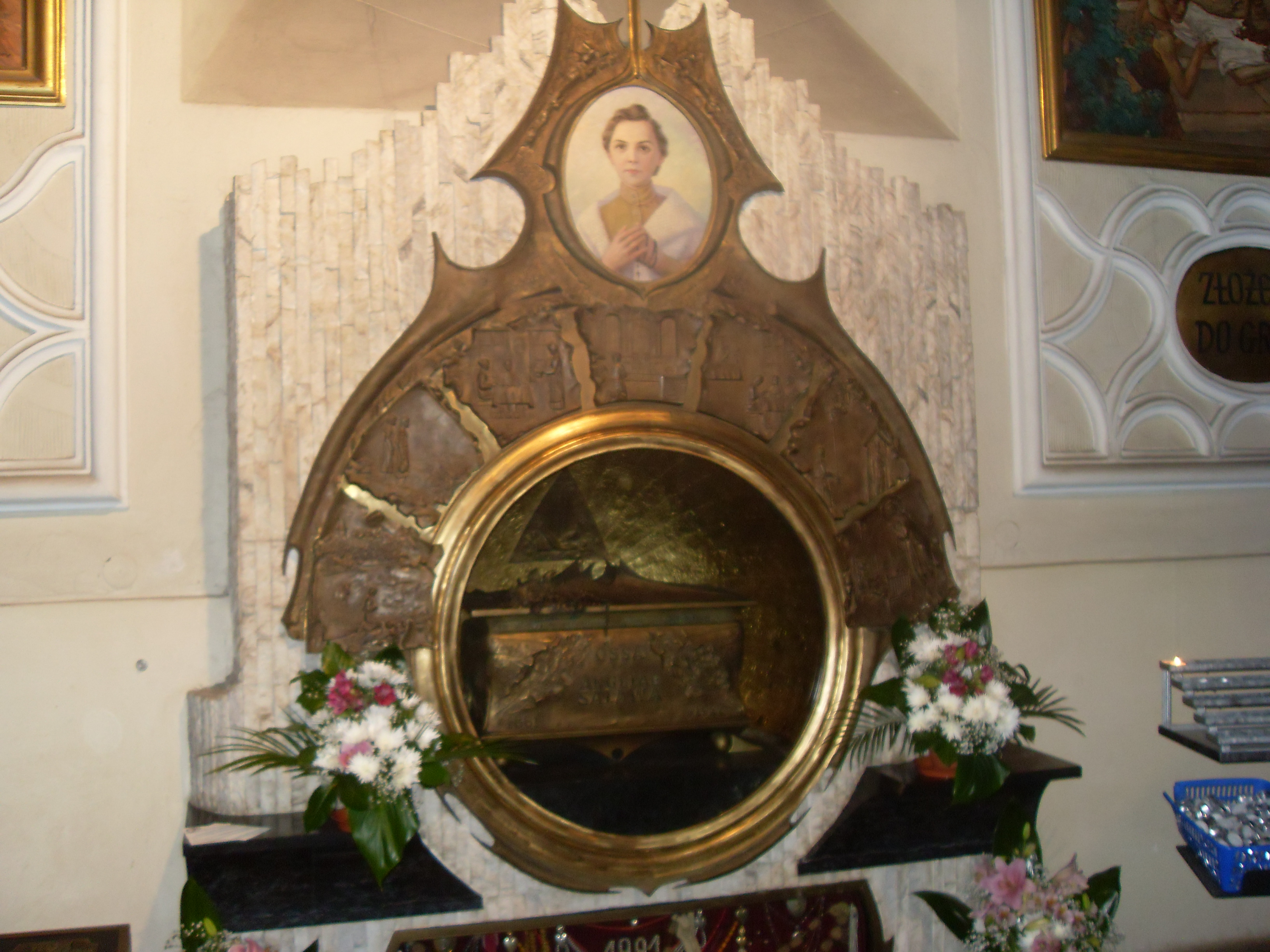
Мощи блаженной Анели Салявы в часовне Страстей Господних церкви Святого Франциска Ассизского, Краков, Польша

Ане́ля Саля́ва (англ. Aniela Salawa; 9 сентября 1881, село Сеправ, Австро-Венгрия — 12 марта 1922, Краков, Польша) — католическая блаженная, терциарка францисканского ордена.

## Биография
Анеля Салява родилась 9 сентября 1881 года в селе Сеправ (сегодня — Мысленицкий повят Малопольского воеводства) в многодетной семье кузнеца Бартломея из рода Бохенек.
Окончив два класса средней школы, Анеля Салява стала помогать родителям в сельскохозяйственных работах. В 1897 году она перебралась в Краков, где устроилась на работу горничной. В течение 11 лет она работала в доме краковского адвоката Эдмунда Фишера. В это же время она принимала активное участие в приходской жизни в церкви святого Франциска Ассизского. В 1900 году она вступила в Общество католических служанок, членом которого она была до конца своей жизни.
В возрасте 18 лет она приняла личные обеты целомудрия. В 1903 году она взяла на себя обет принимать ежедневно таинство Евхаристии. 15 мая 1912 года Анеля Салява вступила в третий францисканский орден. В августе 1913 года она приняла монашеские обеты. В это же время она стала писать «Дневник», в котором описывала свои духовные переживания.
Во время Первой мировой войны Анеля Салява ухаживала за ранеными солдатами и помогала военнопленным. В это же время у Анели Салявы стало ухудшаться здоровье и она умерла 12 марта 1922 года в Кракове.
Первоначально Анеля Салява была похоронена на Раковицком кладбище. В 1949 году её мощи были перенесены в часовню Страстей Господних краковской церкви святого Франциска Ассизского.

## Прославление
Беатификационный процесс по инициативе краковских францисканцев начался после Второй мировой войны. 23 октября 1987 года Святой Престол утвердил декрет о чуде по молитве Анели Салявы.
13 августа 1991 года римский папа Иоанн Павел II причислил Анелю Саляву к лику блаженных.
День литургической памяти — 12 марта.

## Память
В 1996 году в Кракове была церковь, которая стала первым храмом, освящённым в честь блаженной Анели Салявы.

## Источник
- Bogusław Konopka Święta służąca, «Nowe życie — Religia Społeczeństwo Kultura — dolnośląskie pismo katolickie» Rok XXIV Nr 3 (390), Marzec 2007